# Alice Dovey
Alice Dovey (28 de agosto de 1884 – 12 de enero de 1969) fue una actriz teatral y cinematográfica de nacionalidad estadounidense.

## Biografía
Nacida en Plattsmouth, Nebraska, se educó fuera de su tierra natal. Debutó como actriz teatral en el circuito de Broadway el 25 de enero de 1909, tras haber hecho numerosas actuaciones en locales no metropolitanos, en los cuales adquirió experiencia como actriz. Entre sus primeras actuaciones teatrales figura la que llevó a cabo en Miss Bob White en la temporada 1903 - 1904. En el verano de 1904 Dovey fue Turtledove en Woodland, en Boston, Massachusetts.
En el invierno de 1905 formó parte del elenco de la Frank L. Perley Opera Company. Actuó como apoyo de Viola Gillette, y encarnó a Cherry en The Girl and the Bandit. En junio de 1905 tomó parte en la obra The Land of Nod, representada en Chicago, Illinois.
Dovey dedicó la temporada teatral de 1906 al papel de Dorothy Willetts, originalmente interpretado por Elsie Janis. Además recibió el favor de la crítica mientras representaba en gira The Vanderbilt Cup por el sur y el medio oeste de los Estados Unidos. Un hito en su carrera fue su papel de Lois en A Stubborn Cinderella, papel que presentó al público de Chicago el 1 de junio de 1908, y que posteriormente interpretó en gira. Otra de las obras destacadas en las que actuó fue The Pink Lady, en 1911.
Su debut cinematográfico llegó con The Last Commander (1915), un film de Famous Players Lasky dirigido por Alan Dwan. El papel protagonista estaba a cargo de Donald Crisp, y Dovey encarnaba a su esposa.
Alice Dovey falleció en Tarzana, California, en 1969.